# Lijst van rijksmonumenten in Utrecht (stad)/Kanaalweg
De stad Utrecht telt in totaal 1.402 inschrijvingen in het rijksmonumentenregister. De Kanaalweg langs het Merwedekanaal telt 16 rijksmonumenten. Hieronder een overzicht.
| Object                                                  | Oorspronkelijke functie? | Bouwjaar    | Architect | Locatie                  | Coördinaten?                | Nr.?   | Afbeelding        |
| ------------------------------------------------------- | ------------------------ | ----------- | --------- | ------------------------ | --------------------------- | ------ | ----------------- |
| Aardewerkfabriek Mobach met bijbehorende woning         | Industrie                | 1913        |           | Kanaalweg 24             | 52° 4' 13" NB, 5° 6' 38" OL | 514170 | Meer afbeeldingen |
| Arbeiderswoningen behorende bij aardewerkfabriek Mobach | Woonhuis                 | 1895-1913   |           | Kanaalweg 25             | 52° 4' 14" NB, 5° 6' 35" OL | 514171 | Meer afbeeldingen |
| Stichtse Olie- en Lijnkoekenfabriek                     | Industrie                | 1906-1908   |           | Kanaalweg 91             | 52° 5' 20" NB, 5° 5' 23" OL | 514183 | Meer afbeeldingen |
| Merwedekanaal                                           | Dienstwoning             | 1900        |           | Kanaalweg 90             | 52° 5' 15" NB, 5° 5' 34" OL | 514185 | Meer afbeeldingen |
| Merwedekanaal                                           | Dienstwoning             | 1900        |           | Kanaalweg 80             | 52° 5' 8" NB, 5° 5' 48" OL  | 514186 | Upload foto       |
| Merwedekanaal                                           | Dienstwoning             | 1900        |           | Kanaalweg 88             | 52° 5' 11" NB, 5° 5' 40" OL | 514187 | Merwedekanaal     |
| Schutsluis zuid                                         | Waterkering en -doorlaat | 1904-1905   |           | Kanaalweg 88 (bij)       | 52° 5' 34" NB, 5° 6' 39" OL | 514188 | Upload foto       |
| Sluisje                                                 | Waterkering en -doorlaat | 1914-1915   |           | Kanaalweg 88 (bij)       | 52° 5' 12" NB, 5° 5' 38" OL | 514190 | Meer afbeeldingen |
| Basculebrug                                             | Brug                     | 1904-1905   |           | Kanaalweg (tegenover)    | 52° 5' 24" NB, 5° 5' 24" OL | 514193 | Meer afbeeldingen |
| Goethebrug                                              | Brug                     | 1936        |           | Kanaalweg (bij)          | 52° 5' 25" NB, 5° 5' 15" OL | 514194 | Meer afbeeldingen |
| Schutsluis noord                                        | Waterkering en -doorlaat | 1886        |           | Kanaalweg 88 (bij)       | 52° 5' 34" NB, 5° 6' 39" OL | 514195 | Upload foto       |
| Ophaalbrug                                              | Brug                     | 1886-1888   |           | Kanaalweg                | 52° 5' 13" NB, 5° 5' 39" OL | 514196 | Meer afbeeldingen |
| Merwedesluiscomplex                                     | Dienstwoning             | 1900        |           | Kanaalweg 89             | 52° 5' 13" NB, 5° 5' 38" OL | 514197 | Meer afbeeldingen |
| Sluisje                                                 | Waterkering en -doorlaat | 1889        |           | Kanaalweg 89 (tegenover) | 52° 5' 13" NB, 5° 5' 37" OL | 514198 | Sluisje           |
| Schotbalkbrug                                           | Brug                     | 1887        |           | Kanaalweg 90 (tegenover) | 52° 5' 14" NB, 5° 5' 37" OL | 514199 | Meer afbeeldingen |
| Villa Jongerius                                         | Woonhuis                 | 1938, circa |           | Kanaalweg 64             | 52° 4' 47" NB, 5° 6' 19" OL | 523425 | Meer afbeeldingen |